# 神之木停留場
神之木停留場（日语：／ Kaminoki teiryūjō */?）是位於日本大阪府大阪市住吉區住吉一丁目，屬於阪堺電氣軌道上町線的停留場。車站編號為HN09。

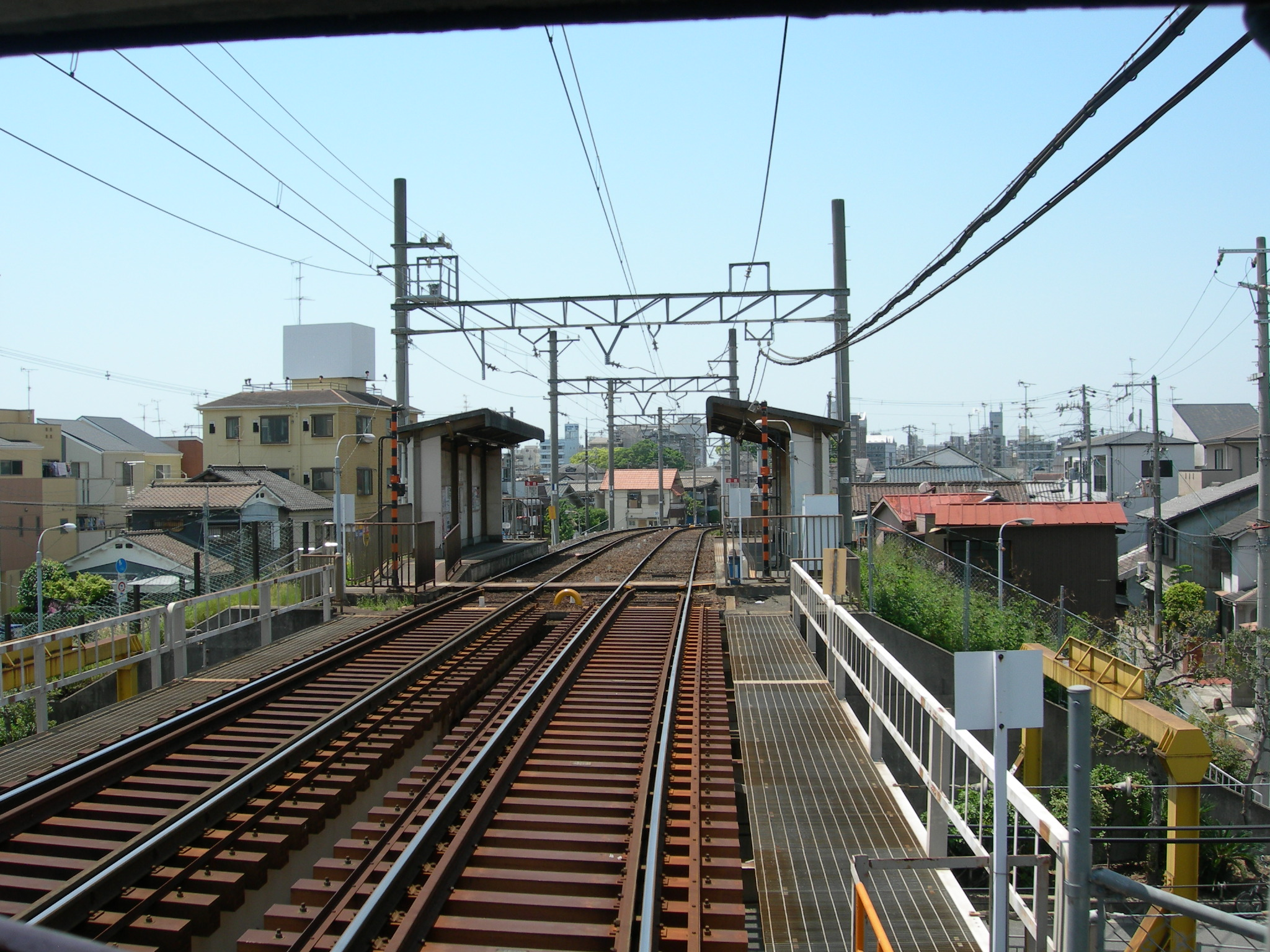
車站遠景(2011年5月)

### 車站構造
本站為對向式月台2面2線的地面車站。

## 相鄰停留場
阪堺電氣軌道
■上町線
帝塚山四丁目（HN08）－神之木（HN09）－住吉（HN10）